# Plectrophora tucanderana
Plectrophora tucanderana är en orkidéart som beskrevs av Dodson och Roberto Vásquez. Plectrophora tucanderana ingår i släktet Plectrophora och familjen orkidéer.
Artens utbredningsområde är Bolivia. Inga underarter finns listade i Catalogue of Life.